# Artigues-près-Bordeaux
Artigues-près-Bordeaux francia település Gironde megyében az Aquitania régióban. Lakosainak száma 8623 fő (2022. január 1.). Gasconiul: Artigas de Bordèu

## Adminisztráció
Polgármesterek:
- 1995–2014 Françoise Cartron
- 2014–2020 Anne-Lise Jacquet

## Demográfia
| Lakosok száma | 966  | 2723 | 5530 | 6325 | 7821 | 8373 | 8639 | 8656 | 8663 | 8623 |
|               | 1968 | 1982 | 1990 | 2006 | 2013 | 2015 | 2017 | 2019 | 2020 | 2022 |